# غرفة مشتركة
غرفة مشتركة هي غرف كبيرة مخصصة لاحتوى عدد كبير من الأشخاص ويمكن تسمية الغرف بالصالة .في الغالب تكون الغرف المشتركة في الجامعات والاستراحات وقواعد عسكرية والسجون.تشمل الغرف المشتركة على حمام على اثاث وتلفاز .

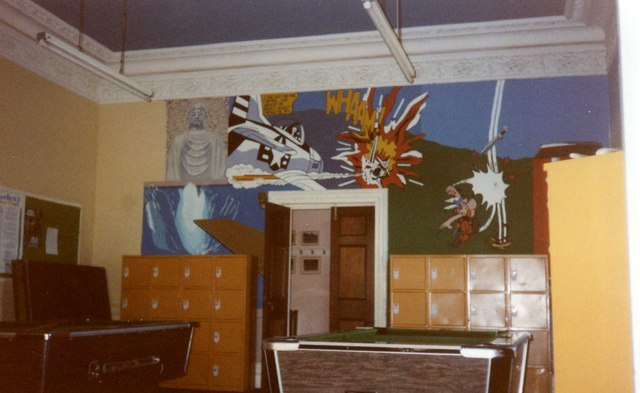
غرفة مشتركة